# Osteomeles
Genre
Classification phylogénétique
Classification phylogénétique
Osteomeles est un genre de plantes à fleurs de la famille des Rosacées.

## Description
Le genre compte des espèces d'arbustes, au feuillage caduc ou pérenne.
Les feuilles sont imparipennées, aux folioles opposés, sessiles ou au pétiole court.
Des corymbes terminaux portent de nombreuses fleurs, à 5 sépales, 5 pétales et 20 étamines.
L'ovaire infère compte 5 locules avec un ovule par locule.
Le fruit est une petite pomme aux sépales persistants.

## Distribution
Le genre est originaire de plusieurs régions bordant le pacifique, principalement d'Asie.

## Utilisation
Le fruit de toutes les espèces est comestible.
Une utilisation ornementale de quelques espèces se développe pour la floraison et les fruits.

## Liste des espèces[1]

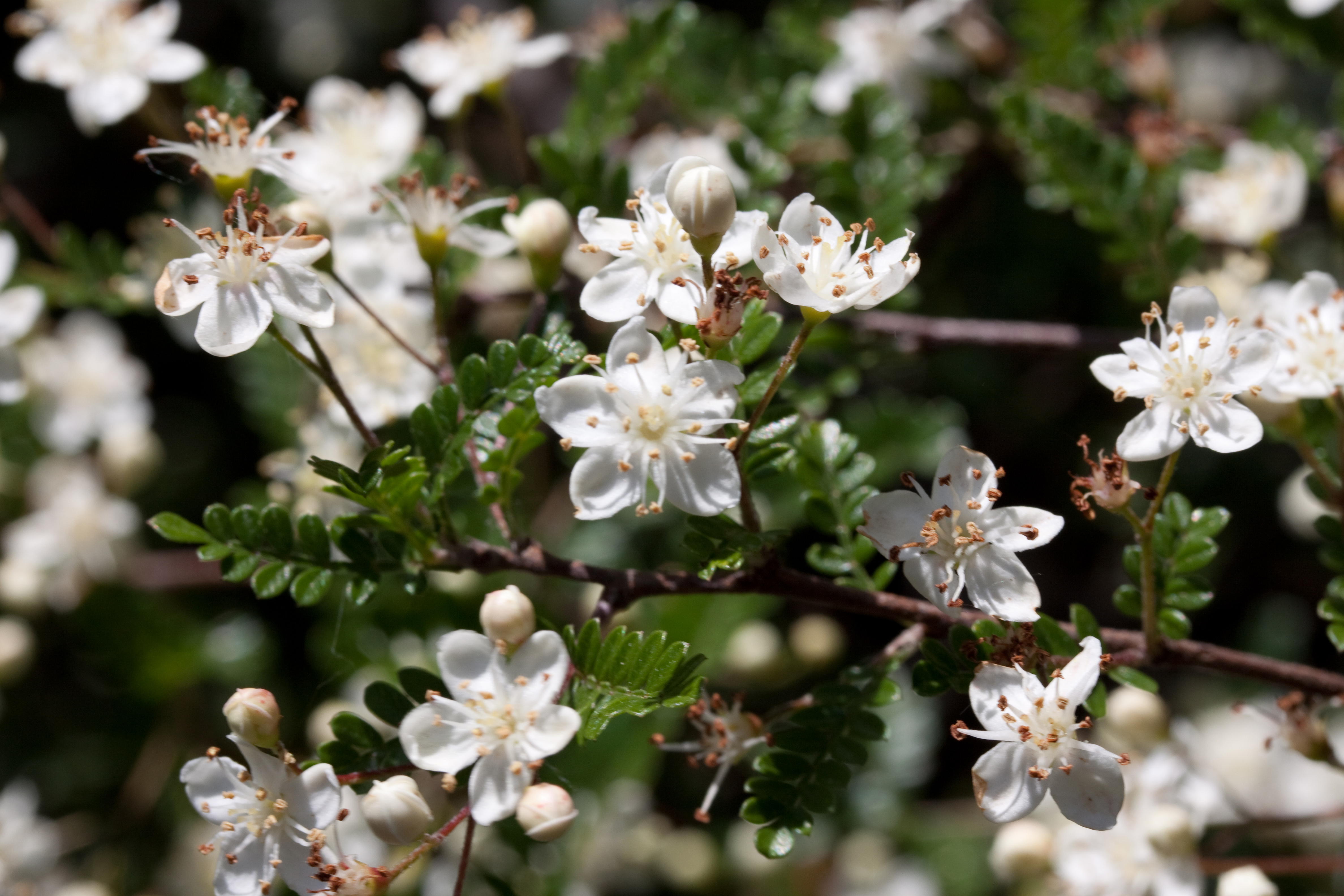
Osteomeles schwerinae var microphylla.

- Osteomeles anthyllidifolia (Sm.) Lindl. (1821) - Japon, Chine (Taïwan), Polynésie (synonymes : Pyrus anthyllidifolia Sm., Osteomeles anthyllifolia Siebold & Zucc.)
  - Osteomeles anthyllidifolia var. subrotunda (K. Koch) Masam. (synonyme : Osteomeles subrotunda K. Koch)
  - Osteomeles anthyllidifolia var. boninensis (2009)(synonyme : Osteomeles boninensis Nakai)
- Osteomeles chinensis Lingelsh. & Borza (1914) - Chine (Yunnan)
- Osteomeles cordata Lindl. (1821)
- Osteomeles cuneata Lindl. (1821)
  - Osteomeles cuneata var. escalloniifolia (Schltdl.) Wenz. (1874) (synonyme : Eleutherocarpum escalloniifolium Schltdl.)
  - Osteomeles cuneata var. glaucophylla (Wedd.) Wenz. (1874) (synonyme : Hesperomeles pernettyoides var. glaucophylla Wedd.)
  - Osteomeles cuneata var. reticulata Wenz. (1874) - Colombie
- Osteomeles escalloniifolia Decne. (1874) - Pérou
- Osteomeles ferruginea (Pers.) Kunth (1824) - Équateur
  - Osteomeles ferruginea var. cordata (Lindl.) Wenz. (1874) (synonyme : Eriobotrya cordata Lindl.)
  - Osteomeles ferruginea var. latifolia (Kunth) Wenz. (1874) (synonymes : Osteomeles latifolia Kunth, Osteomeles cordata Decne.)
- Osteomeles gayana Decne. (1874)  - Pérou
- Osteomeles glabrata Kunth (1824) - Équateur (synonyme : Hesperomeles obtusifolia var. obtusifolia (Pers.) Lindl.)
  - Osteomeles glabrata var. obtusifolia (Pers.) Wenz. -(1874) (synonyme : Crataegus obtusifolia Pers.)
- Osteomeles goudotiana Decne. (1874) - Colombie (synonyme : Hesperomeles goudotiana (Decne.) Killip)
- Osteomeles incerta Pittier (1918) - Bolivie (synonyme : Hesperomeles incerta (Pittier) Maguire)
- Osteomeles intermedia Pittier (1918) - Colombie
- Osteomeles lanata Nakai (1931) - Japon
- Osteomeles obovata Pittier (1918) - CostaRica (synonyme : Hesperomeles obovata (Pittier) Standl.)
- Osteomeles obtusifolia Kunth ex Steud. (1824)
- Osteomeles pachyphylla Pittier (1918) - Colombie (synonyme : Hesperomeles pachyphylla (Pittier) Killip)
- Osteomeles pentlandiana Decne. (1874) - Bolivie
- Osteomeles pernettyoides (Wedd.) Decne. (1874) - Bolivie, Pérou (synonyme : Hesperomeles pernettyoides Wedd.)
- Osteomeles persoonii Kunth (1824)
- Osteomeles pyracantha Decne. (1874)
- Osteomeles resinoso-punctata Pittier (1918) - Venezuela (synonyme : Hesperomeles resinopunctata (Pittier) Pittier)
- Osteomeles rufescens Decne. (1874) - Colombie
- Osteomeles schwerinae C.K.Schneid. (1906) - Chine
  - Osteomeles schwerinae var. microphylla Rehder & E.H. Wilson (1917)
  - Osteomeles schwerinae var. multijuga Koidz. (1936)
- Osteomeles subrotunda K.Koch (1864) - Chine et Japon (synonyme :  Osteomeles anthyllidifolia var. subrotunda (K. Koch) Masam.)
  - Osteomeles subrotunda K.Koch var. glabrata T.T.Yu (1975) - Chine